# Rhyssemus saoudi
Rhyssemus saoudi är en skalbaggsart som beskrevs av Riccardo Pittino 1984. Rhyssemus saoudi ingår i släktet Rhyssemus och familjen Aphodiidae. Inga underarter finns listade i Catalogue of Life.